# Chrysops pachycnemius
Chrysops pachycnemius är en tvåvingeart som beskrevs av James Stewart Hine 1905. Chrysops pachycnemius ingår i släktet Chrysops och familjen bromsar. Inga underarter finns listade i Catalogue of Life.